# August Wilhelm Ambros
August Wilhelm Ambros (Rokycany, 17 novembre 1816 – Vienna, 28 giugno 1876) è stato un compositore e storiografo ceco.

## Biografia
È nato nei pressi di Rokycany, in Boemia. Suo padre è stato un uomo di grande cultura, e sua madre era la sorella di un importante storico musicale e collezionista. Ambros studiò diritto all'Università di Praga, educato all'arte e formatosi da autodidatta negli studi musicali, divenute le sue passioni.
Dal 1850 si fece conoscere per i suoi scritti: come critico rispose ai saggi di Eduard Hanslick con un suo libro di approfondimenti e di studi musicali intitolato Die Grenzen der Poesie und Musik (1856); però l'opera che gli valse un grande successo fu la Geschichte der Musik ("Storia della musica"), iniziata nel 1860 e pubblicata in cinque volumi fino all'1882 e terminata, dopo la sua morte, da Wilhelm Langhans.
Ambros insegnò storia della musica al Conservatorio di Praga dal 1869 al 1871. Dal 1872 si trasferì a Vienna, dove lavorò al Dipartimento di Giustizia e divenne tutore del Principe Rodolfo. Compì innumerevoli viaggi di aggiornamento professionale.
È stato un eccellente pianista ed un autore di numerose composizioni.

## Opere principali

### Libri
- Die Grenzen der Musik und Poesie. Eine Studie zur Ästhetik der Tonkunst, Praga 1856;
- Der Dom zu Prag, Praga 1858;
- Das Conservatorium in Prag, Praga 1858;
- Culturhistorische Bilder aus dem Musikleben der Gegenwart, Lipsia 1860;
- Geschichte der Musik
  - I. Die Musik des griechischen Altertums und des Orients. Breslavia 1862;
  - II. A. Die Anfänge der europäischen abendländischen Kunst. B. Die Entwickelung des geregelten mehrstimmigen Gesanges. Breslavia 1864;
  - III. A. Die Zeit der Niederländer. B. Die Musik in Deutschland und England. C. Die italienische Musik des 15. Jahrhunderts. Breslavia 1868;
  - IV. [Musik in Italien von Palestrina bis gegen 1650]. ”Fragment”, Lipsia 1878;
  - V. Auserwählte Tonwerke der berühmtesten Meister des 15. und 16, Lipsia 1882;
  - Namen- und Sachregister, 1882;
- Bunte Blätter. Skizzen und Studien für Freunde der Musik und der bildenden Kunst
  - Neue Folge, Lipsia 1874;
  - Bunte Blätter 1896;
- Zwei musikalische Nachlasshefte, Lipsia 1882.